# إدغار-رودولف-أوجين تشيفرير
إدغار-رودولف-أوجين تشيفرير هو قاضي وسياسي كندي، ولد في 5 أكتوبر 1887 في أوتاوا في كندا، وتوفي في 26 أغسطس 1956 في Blue Sea Lake ‏ في كندا. نشط حزبياً في الحزب الليبرالي الكندي. وقد انتخب عضو مجلس العموم الكندي.